# Amblypodia lycaenaria
Amblypodia lycaenaria är en fjärilsart som beskrevs av Felder 1860. Amblypodia lycaenaria ingår i släktet Amblypodia och familjen juvelvingar. Inga underarter finns listade i Catalogue of Life.